# Elena Cudinova
Elena Cudinova (ur. 17 czerwca 1990 w Tiraspolu) – mołdawska wioślarka.

## Osiągnięcia
- Mistrzostwa Europy – Poznań 2007 – jedynka – 16. miejsce[1].
- Mistrzostwa Europy – Ateny 2008 – jedynka – 19. miejsce[1].
- Mistrzostwa Europy – Brześć 2009 – jedynka – 12. miejsce[1].